# Эль-Банко
Эль-Банко (исп. El Banco) — город и муниципалитет на севере Колумбии, на территории департамента Магдалена.

## История
До испанского завоевания на территории Эль-Банко проживали представители индейского племени чимилов. Поселение, из которого позднее вырос город, было основано в 1680 году. Муниципалитет Эль-Банко был выделен в отдельную административную единицу в 1871 году.

## Географическое положение

Муниципалитет Эль-Банко

Город расположен в южной части департамента, на правом берегу реки Магдалены, вблизи места, где река распадается на два рукава: Лоба и Момпос, на расстоянии приблизительно 246 километров к юго-юго-востоку (SSE) от Санта-Марты, административного центра департамента Магдалена. Абсолютная высота — 18 метров над уровнем моря.

Муниципалитет Эль-Банко граничит на северо-западе и западе с муниципалитетом Гуамаль, на юге и юго-западе — с территорией департамента Боливар, на северо-востоке и востоке — с территорией департамента Сесар. Площадь муниципалитета составляет 816 км².

## Население
По данным Национального административного департамента статистики Колумбии, совокупная численность населения города и муниципалитета в 2015 году составляла 55 530 человек.
Динамика численности населения муниципалитета по годам:
| 2005   | 2006   | 2007   | 2008   | 2009   | 2010   | 2011   | 2012   | 2013   | 2014   | 2015   |
| ------ | ------ | ------ | ------ | ------ | ------ | ------ | ------ | ------ | ------ | ------ |
| 54 855 | 54 859 | 54 865 | 54 891 | 54 942 | 55 012 | 55 085 | 55 175 | 55 279 | 55 408 | 55 530 |

Согласно данным переписи 2005 года мужчины составляли 50,8 % от населения Эль-Банко, женщины — соответственно 49,2 %. В расовом отношении белые и метисы составляли 78,4 % от населения города; негры, мулаты и райсальцы — 21,5 %; индейцы — 0,1 %.
Уровень грамотности среди всего населения составлял 81,2 %.

## Экономика
Основу экономики Эль-Банко составляет сельскохозяйственное производство.

54,6 % от общего числа городских и муниципальных предприятий составляют предприятия торговой сферы, 38,1 % — предприятия сферы обслуживания, 6 % — промышленные предприятия, 1,3 % — предприятия иных отраслей экономики.

## Транспорт
Через город проходят национальные шоссе № 43 (исп. Ruta Nacional 43) и № 78 (исп. Ruta Nacional 78).